# 戦車第1連隊
戦車第1連隊（せんしゃだい1れんたい、戦車第一聯隊）は、大日本帝国陸軍の戦車連隊のひとつ。福岡県久留米市にあり日本陸軍で最も古い戦車連隊であった。太平洋戦争、(大東亜戦争)の初期マレー侵攻作戦に参加の後、対ソ連戦に備えて機甲軍発足とともに満州に展開、終戦時には本土決戦戦力として関東地方に配備された。

## 戦歴
- 1926年（大正15年）5月1日 - 久留米に「戦車第1大隊」創設。
- 1933年（昭和8年）8月 - 連隊に改編。日本最初の戦車連隊である「戦車第1連隊」発足。
- 1941年（昭和16年）12月 - 第25軍第3戦車団隷下。マレー作戦・シンガポール攻略に参加。
- 1942年（昭和17年）4月 - 第18師団隷下。ビルマ進攻作戦に参加。
- 1942年（昭和17年）7月 - 機甲軍戦車第1師団戦車第1旅団隷下。満州に駐屯。
- 1945年（昭和20年）2月 - 戦車第1師団が第36軍隷下に。関東地区における決戦兵力として栃木県に駐屯。

## 編成
- 本部
- 第1中隊（軽戦車中隊）
- 第2中隊（中戦車中隊：本部、3個小隊（中戦車3両）、段列）
- 第3中隊（中戦車中隊）
- 第4中隊（中戦車中隊）
- 第5中隊
- 整備

## 歴代連隊長
| 代 | 氏名     | 在任期間              | 備考              |
| -- | -------- | --------------------- | ----------------- |
| 1  | 浅野嘉一 | 1933.8.1 -            |                   |
| 2  | 山地坦   | 1934.8.1 -            |                   |
| 3  | 馬場英夫 | 1936.3.7 -            |                   |
| 4  |          | 1937.8.3 -            |                   |
| 5  | 岩仲義治 | 1937.10.15 - 1938.7.2 |                   |
| 6  | 松井隆美 | 1938.7.20 -           |                   |
| 7  | 寺田雅雄 | 1940.8.1 -            |                   |
| 8  | 向田宗彦 | 1941.8.1 -            |                   |
| 9  | 藤田実彦 | 1942.6.26 -           | 中佐、1942.8.大佐 |
| 末 | 中田吉穂 | 1945.1.25 -           |                   |